# Antonio Cantafora
Antonio Cantafora, también conocido bajo el seudónimo de Michael Coby (Crotona, 2 de febrero de 1944-Roma, 20 de abril de 2024), fue un actor italiano.

## Biografía
Nacido en Crotona el 2 de febrero de 1944, estudió interpretación con Alessandro Fersen, tras lo cual debutó en el cine en 1967. Debido al parecido con el actor Terence Hill , en la década de 1970 protagonizó el papel del «guapo» emparejado con el actor estadounidense Paul L. Smith (él mismo en el papel del «grande») en una serie de películas inspiradas en las de Bud Spencer y Terence Hill. Como pareja, los dos son recordados como Simone y Matteo, que corresponden a los nombres de los dos personajes que interpretaron en dos de las cinco películas de las que fueron definidos como los «clones». Posteriormente Cantafora continuó su carrera principalmente como actor de carácter, trabajando con importantes directores como Federico Fellini, Jerzy Skolimowski, Bruno Barreto, Alberto Lattuada y Mauro Bolognini. 

## Filmografía

### Cine
- El Desperado, regia di Franco Rossetti (1967)
- Il magnaccio, regia di Franco De Rosis (1967)
- L'amore breve, regia di Romano Scavolini (1969)
- Lo stato d'assedio, regia di Romano Scavolini (1969)
- Ombre roventi, regia di Mario Caiano (1970)
- E Dio disse a Caino..., regia di Antonio Margheriti (1970)
- Black Killer, regia di Carlo Croccolo (1971)
- Spara Joe... e così sia!, regia di Emilio Paolo Miraglia (1972)
- Gli orrori del castello di Norimberga, regia di Mario Bava (1972)
- Metti lo diavolo tuo ne lo mio inferno, regia di Bitto Albertini (1972)
- Decameron proibitissimo (Boccaccio mio statte zitto), regia di Marino Girolami (1972)
- Novelle galeotte d'amore, regia di Antonio Margheriti (1972)
- ...e continuavano a mettere lo diavolo ne lo inferno, regia di Bitto Albertini (1973)
- L'affaire Crazy Capo, regia di Patrick Jamain (1973)
- Crash! Che botte... Strippo strappo stroppio, regia di Bitto Albertini (1973)
- Carambola, regia di Ferdinando Baldi (1974)
- Un Bounty killer a Trinità, regia di Oscar Santariello (1974)
- La badessa di Castro, regia di Armando Crispino (1974)
- Carambola, filotto... tutti in buca, regia di Ferdinando Baldi (1975)
- Simone e Matteo - Un gioco da ragazzi, regia di Giuliano Carnimeo (1975)
- Noi non siamo angeli, regia di Gianfranco Parolini (1975)
- La casa, regia di Angelino Fons (1976)
- Il vangelo secondo Simone e Matteo, regia di Giuliano Carnimeo (1976)
- Carioca tigre, regia di Giuliano Carnimeo (1976)
- Sahara Cross, regia di Tonino Valerii (1977)
- Enfantasme, regia di Sergio Gobbi (1978)
- Midnight Blue, regia di Raimondo Del Balzo (1979)
- Supersonic Man, regia di Juan Piquer Simón (1979)
- The Bitch, regia di Gerry O'Hara (1979)
- La cicala, regia di Alberto Lattuada (1980)
- Gabriela, regia di Bruno Barreto (1983)
- La casa in Hell Street, regia di Michael Winner (1984)
- Puro cashmere, regia di Biagio Proietti (1986)
- Dèmoni 2... L'incubo ritorna, regia di Lamberto Bava (1986)
- Intervista, regia di Federico Fellini (1987)
- Il coraggio di parlare, regia di Leandro Castellani (1987)
- Il triangolo della paura, regia di Antonio Margheriti (1988)
- Donna d'ombra, regia di Luigi Faccini (1988)
- Acque di primavera, regia di Jerzy Skolimowski (1989)
- Il ritorno del grande amico (1989), regia di Giorgio Molteni
- Vacanze di Natale '90, regia di Enrico Oldoini (1990)
- Donna d'ombra, regia di Luigi Faccini (1990)
- In camera mia, regia di Luciano Martino (1992)
- Giovanni Falcone, regia di Giuseppe Ferrara (1993)
- La chance, regia di Aldo Lado (1994)
- A spasso nel tempo, regia di Carlo Vanzina (1996)
- Marquise, regia di Véra Belmont (1997)
- Il decisionista, regia di Mauro Cappelloni (1997)
- Buck e il braccialetto magico, regia di Tonino Ricci (1999)
- Il cartaio, regia di Dario Argento (2004)
- I Viceré, regia di Roberto Faenza (2007)
- Uno di famiglia, regia di Alessio Maria Federici (2018)
- Crypt of Evil, regia di Miles Jonn-Dalton e Nikolai Malden (2022)

### Televisión
- Freddo da morire, regia di Mario Caiano (1981)
- Naumachos, regia di Bruno Vailati - serie TV (1984)
- Attentato al Papa, regia di Giuseppe Fina - miniserie TV, Rai 1 (1986)
- Il generale, regia di Luigi Magni - miniserie TV, Rai 2 (1987)
- I promessi sposi, regia di Salvatore Nocita - miniserie TV (1989)
- Uomo contro uomo, regia di Sergio Sollima - miniserie TV (1989)
- Pronto soccorso, regia di Francesco Massaro - miniserie TV (1990)
- Stelle in fiamme, regia di Italo Moscati (1990)
- La stella nel parco, regia di Aldo Lado (1991)
- ...Se non avessi l'amore, regia di Leandro Castellani - film TV (1991)
- Italia chiamò, regia di Leandro Castellani - Serie TV, Rai 1 (1992)
- Europa Connection, regia di Nando Cicero (1992)
- La famiglia Ricordi, regia di Mauro Bolognini - miniserie TV (1995)
- La villa dei misteri, regia di Beppe Cino (1997)
- Ladri si nasce, regia di Pier Francesco Pingitore - film TV (1997)
- Mamma per caso, regia di Sergio Martino - miniserie TV, Rai 1 (1997)
- Turbo, regia di Antonio Bonifacio - serie TV, Rai 2 (1999)
- Bonanno - La storia di un padrino, regia di Michel Poulette - miniserie TV (1999)
- Elisa di Rivombrosa, regia di Cinzia TH Torrini - serie TV, Canale 5 (2003-2004)

### Cortometraje
- La spia, regia di Stelio Fiorenza (1996)

### Doblaje
- Pino Locchi in Carambola, Carambola, filotto... tutti in buca, Simone e Matteo - Un gioco da ragazzi, Noi non siamo angeli, Il vangelo secondo Simone e Matteo, Carioca tigre
- Cesare Barbetti in E Dio disse a Caino..., La badessa di Castro, La cicala
- Massimo Turci in El Desperado, Gli orrori del castello di Norimberga
- Gianni Marzocchi in Black Killer
- Gianni Giuliano in Metti lo diavolo tuo ne lo mio inferno
- Gino La Monica in Un Bounty killer a Trinità
- Elio Zamuto in Giovanni Falcone